# Синиша Убипариповић
Синиша Убипариповић (Зеница, 25. август 1983) је бивши амерички фудбалер српског порекла.

## Детињство и младост
Рођен је у Зеници, 25. августа 1983. године. Прве озбиљније фудбалске кораке направио је у Модричи под вођством Душана Радоје. Убипариповић и његова породица су током рата избегли у Београд, а 1999. су дошли у САД.